# ایمپریوم
ایمپریوم (انگلیسی: Imperium) در درروم باستان شکلی از اقتدار بود که یک شهروند برای کنترل یک نهاد نظامی یا دولتی در اختیار داشت. متمایز از آئوکتوریتاس و پوتستاس، انواع مختلف و عموماً پایین‌تر قدرت در جمهوری روم و امپراتوری روم است.